# 산화 아연
산화 아연(酸化亞鉛, Zinc oxide)은 화학식 ZnO를 갖는 무기 화합물이다. 물에 용해되지 않은 흰색 고체이다. 산화 아연은 화장품, 식이 보충제, 고무, 플라스틱, 세라믹, 유리, 시멘트, 윤활유, 페인트, 연고, 접착제, 밀폐제, 색소, 음식, 배터리, 페라이트, 발화 지연제, 응급 처치 테이프 등 수많은 재료와 제품의 첨가제로서 사용된다. 천연 홍아연광으로서 자연적으로 발생한다.

## 같이 보기
- 아연
- 아연공기전지